# Greg Kihn
Greg Stanley Kihn (Baltimore, Maryland; 10 de julio de 1949-13 de agosto de 2024) fue un músico estadounidense, más conocido por ser el cantante de la banda The Greg Kihn Band.

## Composiciones
Sus canciones más reconocidas son "The Breakup Song (They Don't Write 'Em)", de  1981, y Jeopardy, de 1983.
En 1981 el tema "The Breakup Song (They Don't Write 'Em)" ocupó el puesto #15 del Billboard Hot 100, mientras que en 1983 el tema "Jeopardy" ocupó el puesto #2 del Billboard Hot 100 y en Reino Unido el puesto #63.

## Álbumes
- Greg Kihn (1976)
- Greg Kihn Again (1977)
- Next Of Kihn (1978) #145 US
- With The Naked Eye (1979) #115 US
- Glass House Rock (1980) #167 US
- Rockihnroll (1981) #32 US
- Kihntinued (1982) #32 US
- Kihnspiracy (1983) #15 US
- Kihntagious (1984) #121 US
- Citizen Kihn (1985) #51 US
- Love and Rock & Roll (1986)
- Kihn of Hearts (1991)